# Судіць (комуна)
Судіць, Судіці (рум. Sudiți) — комуна у повіті Яломіца в Румунії. До складу комуни входять такі села (дані про населення за 2002 рік):
- Гура-Веїй (335 осіб)
- Судіць (1967 осіб)

Комуна розташована на відстані 119 км на схід від Бухареста, 18 км на схід від Слобозії, 93 км на північний захід від Констанци, 100 км на південь від Галаца.

## Населення
За даними перепису населення 2002 року у комуні проживали 2302 особи, усі — румуни. Усі жителі комуни рідною мовою назвали румунську.
Склад населення комуни за віросповіданням:
| Релігія     | Кількість осіб | Відсоток |
| ----------- | -------------- | -------- |
| православні | 2289           | 99,4%    |
| адвентисти  | 11             | 0,5%     |
| атеїсти     | 2              | 0,1%     |